# Jhonnatan Botero
Pour les articles homonymes, voir Botero.
Jhonnatan Botero Villegas (né le 27 avril 1992 à El Retiro, Antioquia) est un coureur cycliste colombien, spécialiste du VTT. 
Il s'est notamment classé cinquième du cross-country des Jeux olympiques de Rio de Janeiro en 2016,,. 
Il s'est également démarqué dans des compétitions sportives au niveau national, sur le continent américain, dont les Jeux panaméricains de VTT, ainsi qu'à l'extérieur de ce continent.

## Carrière sportive

### Le début
Sa passion pour le cyclisme a commencé dès son plus jeune âge. Botero est toujours allé à l'école à vélo, dans la municipalité d'Antioquia d'El Retiro, sa ville natale. De plus, lorsqu'il est entré à l'université, il n'a jamais cessé de s'entraîner avant d'aller en classe, il a donc toujours été en contact avec un vélo.
Ses débuts dans le course de VTT sont dus en partie à son oncle, John Jairo Botero, qui vivant en Italie était passionné par ce sport.
Avec le soutien de son entraîneur, Héctor Pérez, il a commencé sa carrière en se dirigeant vers les Jeux Olympiques de la Jeunesse de Singapour en 2010.

### Participation à des compétitions
La carrière sportive de Jhonnatan Botero est identifiée par sa participation aux événements nationaux et internationaux suivants:

#### Jeux olympiques de la jeunesse
Il a connu un triomphe reconnu, remportant la deuxième médaille d'or pour la Colombie aux Jeux olympiques de la Jeunesse pour l'équipe de son pays, à Singapour en 2010,. 
Lors de la première édition des jeux, il a été identifié comme le deuxième athlète avec une médaille d'or parmi tous les participants colombiens de l'événement, en remportant la victoire sur l'équipe italienne le 17 août, grâce à sa performance en course de VTT. 

#### Jeux olympiques de Rio de Janeiro 2016
Botero a eu une grande participation au VTT des Jeux olympiques de Rio de Janeiro, où il a pris la cinquième place et a donné à la Colombie le vingt-deuxième diplôme olympique de cette compétition sportive,. 

#### Championnat panaméricain de Course de VTT, Colombie
Lors de cet événement, en 2018, Botero a remporté la médaille d'or au relais par équipe, avec la participation de ses coéquipières Valentina Abril et Leydy Mera.
Ce tournoi s'est déroulé dans la ville de Pereira, Risaralda, dans laquelle la deuxième place était occupée par l'équipe du Costa Rica et la troisième par le Mexique.

#### Championnat panaméricain de Course de VTT, Porto Rico
En 2021, Botero a participé au Championnat panaméricain de course de VTT, qui s'est tenu à Salinas (Puerto Rico), obtenant la deuxième place, après le Mexicain Gerardo Ulloa.

## Palmarès

### Jeux olympiques
- Rio de Janeiro 2016
  - 5e du cross-country

### Championnats panaméricains
- Guatemala 2010
  -  Champion panaméricain du relais mixte
  -  Champion panaméricain de cross-country juniors
- San Miguel de Tucumán 2013
  -  Champion panaméricain de cross-country espoirs
- Londrina 2014
  -  Champion panaméricain de cross-country espoirs
- Pereira 2018
  -  Champion panaméricain du relais mixte
- Salinas 2021
  -  Médaillé d'argent du cross-country

### Jeux d'Amérique centrale et des Caraïbes
- Barranquilla 2018
  -  Médaillé d'argent du cross-country
- San Salvador 2023
  -  Médaillé d'or du cross-country

### Jeux olympiques de la jeunesse
- Singapour 2010
  -  Médaillé d'or par équipes (avec Jessica Legarda, Brayan Ramírez et David Oquendo)

### Jeux bolivariens
- Santa Marta 2017
  -  Médaillé de bronze du cross-country

### Championnats de Colombie
- Champion de Colombie de cross-country : 2014, 2015, 2016 et 2024
- Champion de Colombie de cross-country short track :  2024